# 扶都
扶都（?—?），是夏朝末年商部落领袖主癸的正妃，她是商汤的母亲。相传扶都见到白气通贯月亮，意感而怀孕，在干支记日的乙日生下汤，所以商汤号天乙。